# Dieter Günther
Dieter Joachim Günther (* 6. Mai 1943 in Beuthen) ist ein deutscher Geologe und Bibliothekar.
Günther studierte Geologie und Paläontologie und  wurde 1973 an der Universität Tübingen über den Vulkan von Santorin promoviert. Danach studierte er Bibliothekswissenschaft in Stuttgart und war von 1976 bis zu seinem Ruhestand 2006 Bibliothekar in München, Heidelberg und Karlsruhe. Er lebt in Bad Herrenalb.
Günther veröffentlichte einen geologischen Führer des Schwarzwalds.

## Schriften
- Vulkanologisch-petrographische Untersuchungen pyroklastischer Folgen auf Santorin (Ägäis / Griechenland), Dissertation, Tübingen 1972
- Die Lateinamerikanische Literatur von ihren Anfängen bis heute. Frankfurt a. M.: R. G. Fischer-Verlag, 1995.
- Der Schwarzwald und seine Umgebung: Geologie, Mineralogie, Bergbau; Umwelt und Geotourismus, Borntraeger: Sammlung Geologischer Führer 102, 2010